# Морозов, Олег Викторович

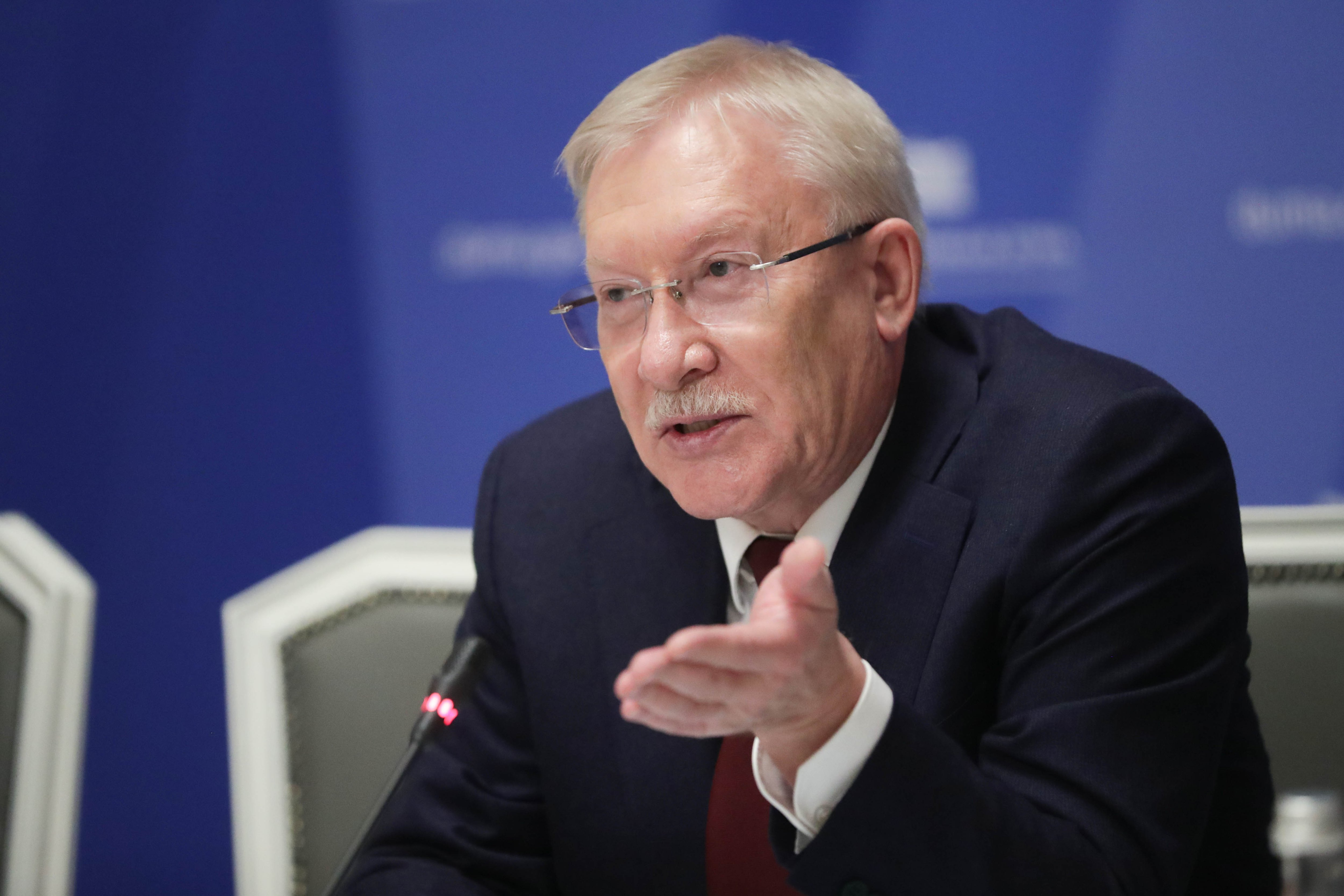
Заседание Комитета по контролю, 2021 год

Оле́г Ви́кторович Моро́зов (род. 5 ноября 1953, Казань, Татарская АССР, РСФСР, СССР) — советский и российский партийный и профессиональный политический деятель, учёный. 
Председатель комитета Государственной Думы по контролю с 12 октября 2021 года. Член фракции «Единая Россия».
Кандидат философских наук (1980), сфера научных интересов: научный коммунизм. Работал в органах КПСС, был начальником отдела агитации и пропаганды в Татарском республиканском комитете КПСС, работал в Центральном комитете КПСС (1985—1991).
С 1994 года избирался депутатом Государственной Думы РФ всех созывов (I—VIII). Был начальником  Управления администрации Президента РФ по внутренней политике (2012—2015), сенатор Российской Федерации – представитель от исполнительной власти Республики Татарстан (2015—2020). В Государственной Думе VIII созыва — член комитета по контролю. Член партии «Единая Россия», член бюро Высшего совета партии «Единая Россия». Является одним из главных идеологов партии Единая Россия.
Из-за вторжения России на Украину, находится под международными санкциями Евросоюза, США, Великобритании и ряда других стран

## Биография

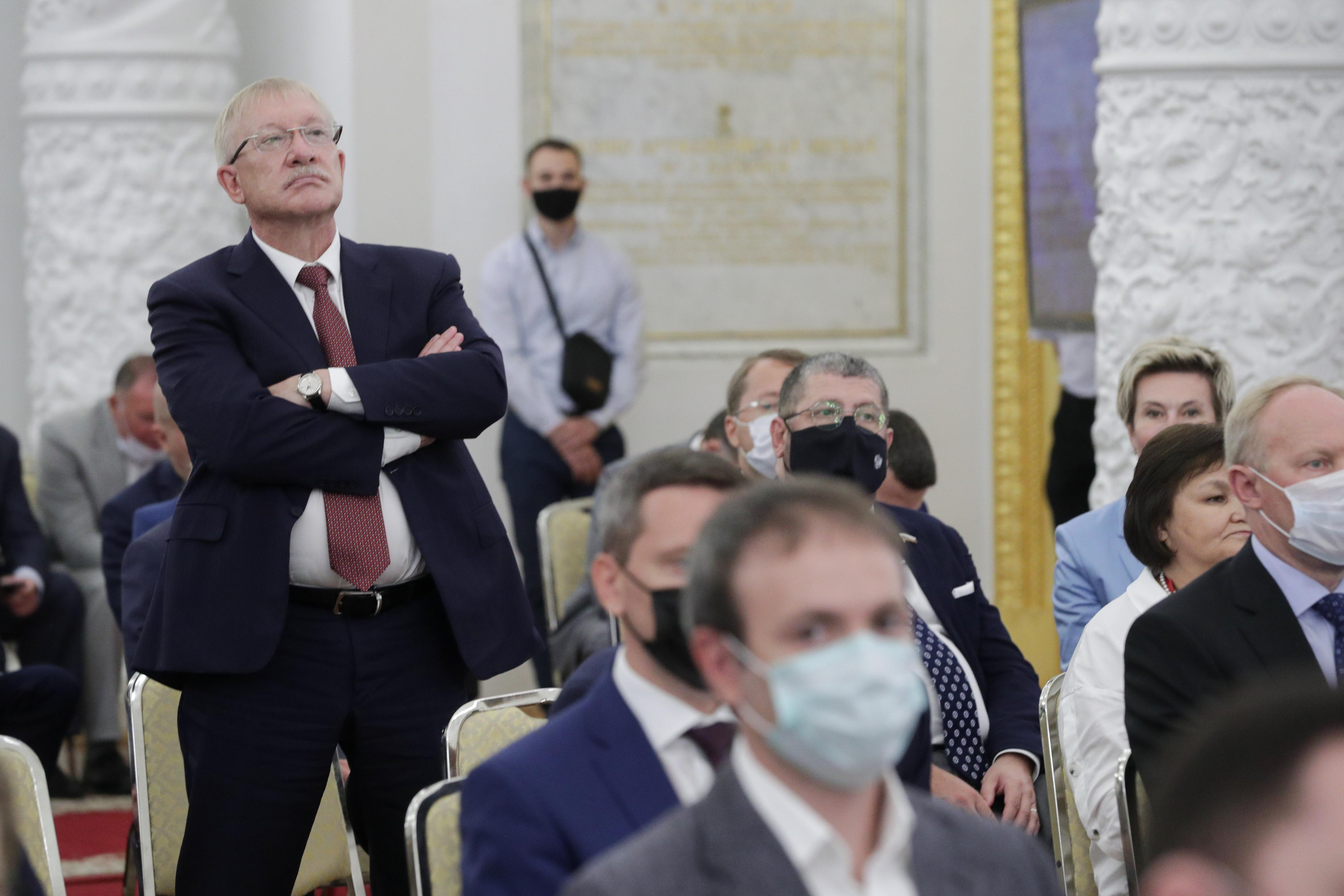
На встрече с президентом РФ, 2021 год

#### Образование
Родился 5 ноября 1953 года в городе Казани Татарской АССР, в семье сотрудника КГБ СССР. В 1976 году окончил историко-филологический факультет КГУ имени В. И. Ульянова-Ленина по специальности «преподаватель научного коммунизма и обществоведения».

#### Научная деятельность на кафедре научного коммунизма КГУ им. В. И. Ульянова-Ленина
С 1976 по 1985 год работал на кафедре научного коммунизма Казанского государственного университета им. В. И. Ульянова-Ленина, сначала аспирантом, позже ассистентом, доцентом кафедры.
В 1980 году защитил кандидатскую диссертацию на соискание учёной степени кандидата философских наук на тему «Критический анализ буржуазных интерпретаций теории и практики социалистического интернационализма».
В 1983-1984 гг. прошёл стажировку на кафедре политологии Рейнского Боннского университета Фридриха Вильгельма в Германии.

#### Партийная работа в КПСС и трудовая деятельность
В 1985 году стал доцентом кафедры научного коммунизма КГУ и занялся партийной работой: до 1987 года Олег Викторович работал заместителем секретаря партийного комитета КПСС Казанского государственного университета им. В. И. Ульянова-Ленина.
С 1987 по 1989 год работал заведующим отделом агитации и пропаганды Татарского республиканского комитета КПСС, был депутатом Верховного Совета Татарской АССР.
С 1989 года проживает в Москве. С 1989 по 1990 год работал в Центральном комитете КПСС инструктором в отделе образования и науки, с 1990 по 1991 год был референтом секретаря ЦК КПСС. В 1991 году работал помощником руководителя аппарата генерального секретаря ЦК КПСС Михаила Горбачева.
В 1991 году работал политическим обозревателем газеты «Советская Татария». По данным интернет-издания lenta.ru, после развала СССР некоторое время подрабатывал частным извозчиком, после чего в 1991–1992 году работал в Международной академии книги и книжного искусства советником, затем с 1992 по 1994 год работал в АО «Биотехнология» (г. Казань) заведующим отделом общественных связей, заместителем генерального директора.

#### Политическая деятельность
С марта 1994 по май 2012 года, с 2020 года — депутат Государственной думы РФ. Избирался депутатом Государственной Думы РФ всех созывов (I - VIII), в том числе 6 раз по одномандатным округам в Казани и Набережных Челнах (Республика Татарстан).
Был избран в Госдуму РФ I созыва в марте 1994 года на дополнительных выборах по Московскому одномандатному избирательному округу № 24 Республики Татарстан, набрав 46 % голосов избирателей. В Госдуме I созыва, до 1995 года, входил в депутатскую группу «Новая региональная политика», был сопредседателем депутатской группы «Регионы России», членом комитета по делам Федерации и региональной политике, председателем подкомитета по межрегиональным отношениям.
В декабре 1995 года был избран депутатом Госдумы II созыва по списку избирательного блока «Отечество — Вся Россия», в думе возглавлял депутатскую группу «Российские регионы». В 1996—1997 году был заместителем председателя комитета госдумы по делам Федерации и региональной политике.
19 декабря 1999 года был избран в третий раз избран депутатом Госдумы, баллотировался по общефедеральному списку избирательного блока ОВР. В Госдуме III созыва был председателем депутатской группы «Регионы России» (Союз независимых депутатов), членом комитета по делам Федерации и региональной политике.
В августе 1999 года участвовал в создании движения «Вся Россия», был председателем исполкома и членом президиума политсовета движения, в августе 1999 года движение «Вся Россия» вместе с объединением «Отечество» Юрия Лужкова вошло в избирательный блок «Отечество — Вся Россия». В 2001 году после слияния движения «Отечество — Вся Россия» с партией «Единство» во всероссийскую партию «Единство и Отечество» («Единая Россия») был избран в её генеральный совет и входил в него до 2008 года. Занимался подготовкой программных документов партии и её идеологической платформы.
7 декабря 2003 года был избран депутатом Государственной думы РФ IV созыва от партии «Единая Россия». Баллотировался по Набережночелнинскому одномандатному избирательному округу № 25 (Республика Татарстан). По итогам голосования получил 49,16 %. Вошел в партийную фракцию, был первым заместителем руководителя фракции. В 2003—2005 гг. — заместитель председателя Государственной думы Бориса Грызлова, в 2005—2011 гг. — первый заместитель спикера нижней палаты. Член комитета ГД по образованию и науке. Морозов был вице-спикером и, когда было необходимо, вел заседания парламента — по утверждению некоторых наблюдателей, делал это лучше других своих коллег, так как отлично знал регламент и умел спокойно разговаривать с депутатами.
2 декабря 2007 года переизбран в пятый созыв Госдумы по списку «Единой России». На выборах входил в региональную группу № 16 от Республики Татарстан под вторым номером. С 2007 по 2011 год был заместителем руководителя фракции единороссов, заместителем председателя Государственной думы. Член комитета по бюджету и налогам. В 2010 году занял шестое место в рейтинге депутатов-лоббистов русского издания журнала Forbes.
С декабря 2011 года — депутат Государственной думы шестого созыва; избран в составе федерального списка кандидатов, выдвинутого Всероссийской политической партией «Единая Россия». Заместитель Председателя ГД. Член Комитета ГД по бюджету и налогам. Депутатские полномочия Олега Морозова были прекращены досрочно в связи с переходом на работу в Администрацию Президента РФ.
С 25 мая 2012 по 23 марта 2015 года работал в Администрации Президента РФ начальником Управления внутренней политики, по данным издания Meduza, — контролирующего выборы и материалы в СМИ. Пресс-секретарь главы государства Дмитрий Песков подчеркнул, что никаких нареканий к работе Морозова на посту руководителя управления не было. «Он старожил в российской внутренней политике и все очень высоко оценивали результаты его работы и тот вклад, который он внес в развитие Управления внутренней политики», — подчеркнул представитель Кремля.
Официально было заявлено, что уход произошёл по семейным причинам, по другим данным — чиновник использовал своё служебное положение для развития бизнеса жены (в 2014 году она получила 4 госконтракта общей суммой почти в миллиард рублей).
В сентябре 2015 года Президент Татарстана Рустам Минниханов назначил Морозова сенатором от Татарстана. В Совете Федерации Морозов входил в состав комитета по международным делам. Сложил полномочия члена Совета Федерации в сентябре 2020 года в связи с переходом в Госдуму РФ: по итогам дополнительных выборов был избран депутатом Государственной думы VII созыва по Нижнекамскому одномандатному избирательному округу № 28 (Республика Татарстан), получив депутатский мандат ставший вакантным в связи с гибелью депутата Айрата Хайруллина. В Госдуме VII созыва был членом Комитета по госстроительству и законодательству.
В 2021 году был избран депутатом Государственной Думы VIII созыва по Нижнекамскому одномандатному округу №28, в Госдуме VIII созыва - председатель комитета по контролю Государственной Думы VIII созыва.
Действительный государственный советник РФ I класса (2012). Полковник.

## Законотворческая деятельность
С 1994 по 2022 год, в течение исполнения полномочий депутата Государственной Думы и члена Совета Федерации, выступил соавтором 157 законодательных инициатив и поправок к проектам федеральных законов.
В 2021 году проголосовал за закон о ликвидации поста президента Татарстана, став одним из четверых депутатов-единороссов от Татарстана, которые проголосовали за принятие закона. Позже Морозов объяснил свои действия партийной дисциплиной.

## Взгляды и публичные заявления
В 1999 году на вопрос Коммерсантъ-Власть о том, видит ли он Путина президентом страны, ответил отрицательно, однако в 2021 году заявил, что Путин при первой встрече (в 1999 году) произвёл на него неизгладимое впечатление — «это знак свыше, у него мессианская роль».
Регулярно высказывается по поводу внешне- и внутриполитических событий страны. Считает, что дело «Ив Роше» проходило в правовом поле, а Алексей Навальный нарушил закон, историю искажает Европа, а не власти России, что от санкций со стороны Европы и США страдают не чиновники, против которых они введены, а сами западные страны. Обвинил несколько СМИ в дискредитации поправок в Конституцию. Полагает, что между Россией и странами Запада идёт «гибридная война». В 1999 году, комментируя учения ФСБ в жилом доме Рязани, сказал, что это чудовищно, однако силовиков стоит простить.
В 2022 году предложил законодательно закрепить понятие «нежелательная персона» (персона нон грата) для граждан России, чтобы запретить «нежелательным» гражданам Российской Федерации въезд на территорию России.
В мае 2022 года предложил поставить Польшу «на первое место в очередь на денацификацию после Украины».

## Санкции
25 февраля 2022 года, на фоне вторжения России на Украину, включён в санкционный список стран Евросоюза в ответ на решение России признать территории Донецкой и Луганской областей Украины и на решение об отправке туда российских войск.
11 марта 2022 года внесён в санкционный список Великобритании «за признание независимости двух сепаратистских регионов в Украине».
30 сентября 2022 года был внесён в санкционный список США в ответ на «фиктивные референдумы» и «аннексию территорий Украины российскими оккупационными силами». Государственный департамент отмечает что депутаты единогласно приняли закон о фейках, а некоторые депутаты сыграли ключевую роль в распространении российской дезинформации о войне.
24 февраля 2023 года внесён в санкционный список Канады «близких соратников режима» за «законодательство, связанное с вторжением и попыткой аннексии четырех регионов Украины».
По аналогичным основаниям находится в санкционных списках Швейцарии, Австралии, Японии, Украины и Новой Зеландии.

## Публикации
Является автором (соавтором) нескольких научных публикаций, публицистических материалов и книг:
- Критический анализ буржуазных интерпретаций теории и практики социалистического интернационализма (1979)[5]
- Критика буржуазных фальсификаций социалистического интернационализма (1984)[45]
- Вопросы теории политической системы социализма (1985)[46]
- Политическое сознание трудящихся и перестройка (1989)[47]
- Дума: Россия, которую мы выбираем (2007)[48]
- Россия в XXI веке: демократия + модернизация (2011)[49]
- Устойчивость федеративных систем (2015, в соавт. с Васильевым М. А.)[49]
- Политика не терпит мелочей (2017)[50]
- К поиску гармонии федеративных систем (2018, в соавт. с Васильевым М. А.)[51]

## Доходы и собственность
Согласно официальным данным, доход Морозова за 2011 год составил 3,33 млн рублей, доход бывшей супруги — 3,0 млн рублей, также имелось три автомобиля — Hyundai ix35, BMW X5 и Citroën C2. В 2013 году доход бывшей жены составил 84,1 млн рублей (в 11,5 раз больше супруга — 7,3 млн руб), что позволило им стать самой богатой четой в администрации президента. Согласно декларациям члена Совета Федерации (за период 2015—2019 гг.), сведения о доходах и имуществе Олега Морозова представлены следующим образом:
за 2015 год — годовой доход в размере 9,559 654 млн рублей, в собственности два земельных участка (950 м² и 503,10 м²), квартира (51,30 м²), жилой дом (292,50 м²); ещё одна квартира (156,10 м²) находится в пользовании несовершеннолетнего ребенка (принадлежит его матери); автомобили Лада Ларгус, Datsun Mi-Do;
за 2016 год — годовой доход в размере 6,915 979 млн рублей, в собственности два земельных участка (950 м² и 503,10 м²), две квартиры (51,30 м² и 128,60 м²), жилой дом (292,50 м²), ещё одна квартира (156,10 м²) находится в пользовании несовершеннолетнего ребенка (принадлежит его матери); автомобиль Лада Ларгус;
за 2017 год — годовой доход в размере 6,836 111 млн рублей, в собственности два земельных участка (950 м² и 503,10 м²), две квартиры (51,30 м² и 128,60 м²), жилой дом (292,50 м²), ещё одна квартира (156,10 м²) находится в пользовании несовершеннолетнего ребенка (принадлежит его матери); транспортное средство не имеется;
за 2018 год — годовой доход в размере 24,530 127 млн рублей, в собственности два земельных участка (950 м² и 503,10 м²), две квартиры (51,30 м² и 128,60 м²), жилой дом (347,70 м²), ещё одна квартира (156,10 м²) находится в пользовании несовершеннолетнего ребенка (принадлежит его матери); транспортное средство не имеется;
за 2019 год — годовой доход в размере 10,504 306 млн рублей, в собственности земельный участок (2011 м²), квартира (128,60 м²), жилой дом (347,70 м²), ещё одна квартира (156,10 м²) находится в пользовании несовершеннолетнего ребенка (принадлежит его матери); автомобиль Форд Эксплорер.
Согласно декларации депутата Государственной Думы, в 2020 году заработал 7,161 425 млн рублей. В собственности находится земельный участок (2011 м²), квартира (128,60 м²), жилой дом (347,70 м²), автомобиль Форд Эксплорер. Квартира (156,10 м²) находится в пользовании несовершеннолетнего ребенка (принадлежит его матери). Доход супруги Олега Морозова за 2020 год составил 4,163 млн рублей. У неё в собственности находится квартира (88 м²), в долевой собственности (1/2) — квартира 123 м², а также автомобиль Мерседес Бенц GLK 300 4Matic. Среди объектов недвижимости, находящихся в пользовании у супруги, числится квартира 128,60 м² (в безвозмездном пользовании).
В феврале 2023 г. вышло опубликованное соратниками Алексея Навального расследование, согласно которому у сестры активно критикующего страны Европы Морозова есть вилла в Черногории стоимостью 300 тысяч евро (дом площадью 320 м², 100 м² из которых — это лофт-мансарда, а под ней — бассейн).

## Личная жизнь
Первая жена — Земфира, предприниматель. С Олегом Морозовым Земфира Губайдуллина познакомилась во время своей работы в «Единой России». В разводе с ноября 2015 года. С 2020 года женат вторым браком, имя новой супруги не разглашается. Две дочери — Арина и Глафира. Внуки — Иван, Степан и Глеб.
Коллекционирует игрушечных бегемотов, собрал более 300. Любит рыбалку и охоту. Увлекается игрой на семиструнной гитаре.

## Награды
- Орден «За заслуги перед Отечеством» III степени (21 мая 2008)[68]
- Орден «За заслуги перед Отечеством» IV степени (5 ноября 2003)[69]
- Орден Александра Невского (19 сентября 2019)[70]
- Орден Почёта (4 июня 2012)[71]
- Медаль «В память 850-летия Москвы»
- Медаль «В память 300-летия Санкт-Петербурга»
- Медаль «В память 1000-летия Казани»
- Медаль Столыпина П. А. II степени (5 мая 2012)
- Почётная грамота Правительства Российской Федерации (5 ноября 2008) — за заслуги в развитии российского законодательства и многолетнюю плодотворную деятельность[72]
- Почётная грамота Правительства Российской Федерации (3 ноября 2003) — за большой личный вклад в развитие российского законодательства[73]
- Благодарность Правительства Российской Федерации (7 сентября 2007) — за большой личный вклад в развитие российского законодательства[74]
- Две благодарности от президента России
- Медаль «За боевое содружество» (МВД России, 2006)
- Орден Республики Крым «За верность долгу» (13 марта 2015) — за мужество, патриотизм, активную общественно-политическую деятельность, личный вклад в укрепление единства, развитие и процветание Республики Крым и в связи с Днём воссоединения Крыма с Россией[75]
- Медаль «В ознаменование 10-летия возвращения Севастополя в Россию» (10 июня 2024) — за личный вклад в возвращение города Севастополя в Россию
- Благодарность Президента Российской Федерации (7 февраля 2002 года) — за плодотворную законотворческую деятельность и активное участие в разработке проекта федерального бюджета на 2002 год[76]
- Благодарность Президента Российской Федерации (21 апреля 2008 года) — за большой вклад в подготовку Федерального закона «О федеральном бюджете на 2008 год и на плановый период 2009 и 2010 годов»[77]
- Благодарность Президента Российской Федерации (5 июля 2011 года) — за активную работу по реализации поставленных Президентом Российской Федерации задач, направленных на повышение эффективности предоставления государственных и муниципальных услуг[78]